# Minosiella mediocris
Espèce
Minosiella mediocris est une espèce d'araignées aranéomorphes de la famille des Gnaphosidae.

## Distribution
Cette espèce se rencontre en Tunisie, en Algérie, en Égypte et en Israël.

## Description
Les mâles mesurent de 3 à 4 mm et les femelles de 4 à 6 mm.

## Publication originale
- Dalmas, 1921 : Monographie des araignées de la section des Pterotricha (Aran. Gnaphosidae). Annales de la Société Entomologique de France, vol. 89, p. 233-328 (texte intégral).